# Лукас, Морис
Морис Лукас (англ. Maurice Lucas; 18 февраля 1951 года, Питтсбург, штат Пенсильвания — 31 октября 2010 года, Портленд, штат Орегон) — американский профессиональный баскетболист. Первые два года после окончания университета провёл в клубах Американской баскетбольной ассоциации «Спиритс оф Сент-Луис» и «Кентукки Колонелс». После этого 12 сезонов отыграл в Национальной баскетбольной ассоциации за клубы «Портленд Трэйл Блэйзерс», «Нью-Джерси Нетс», «Нью-Йорк Никс», «Финикс Санз», «Лос-Анджелес Лейкерс» и «Сиэтл Суперсоникс». В составе «Трэйл Блэйзерс» в сезоне 1976/1977 стал чемпионом НБА. За его вклад в развитие команды «Портленд Трэйл Блэйзерс» закрепили за ним № 20.

## Американская баскетбольная ассоциация
В 1973 году клуб АБА «Каролина Кугэрз» в первом раунде драфта АБА выбрали Мориса Лукаса. В 1974 году Лукас также был выбран на драфте НБА клубом «Чикаго Буллз» под 14 номером. Лукас решил выступать в АБА и вошёл в состав клуба «Спиритс оф Сент-Луис», правопреемнике «Коугарс». В своём дебютном сезоне в АБА Лукас в среднем за игру набирал 13,2 очка и делал 10 подборов за что был включён во вторую сборную новичков АБА.
17 декабря 1975 года в середине сезона он был обменян в «Кентукки Колонелс» на Колдуэлла Джонса. В сезоне 1975/76 он в среднем за игру набирал 17 очков и делал 11,3 подбора и был выбран для участия в матче всех звёзд АБА. В команде он оставался до объединения АБА и НБА в 1976 году.

## Национальная баскетбольная ассоциация
После слияния АБА и НБА Лукас был выбран командой «Портленд Трэйл Блэйзерс» в последующем  драфте рассредоточения игроков АБА, в котором игроки «Кентукки Колонелс» и «Спиритс оф Сент-Луис» были выбраны командами НБА. «Портленд Трэйл Блэйзерс», получившие второй выбор от «Атланта Хокс», выбрали Лукаса, а также Мозеса Мэлоуна. В сезоне НБА 1976-77 годов Лукас лидировал в команде «Трэйл Блэйзерс» по количеству набранных очков, сыгранных минут, бросков с игры, штрафных бросков и подборов. В том сезоне команда не только впервые попала в плей-офф, но Лукас и его товарищ по команде Билл Уолтон помогли «Трэйл Блэйзерс» обойти фаворита - «Лос-Анджелес Лейкерс», разгромив их со счетом 4:0 в финале Западной конференции, и завоевали чемпионский титул, обыграв в 6 матчах «Филадельфию Севенти Сиксерс» в финале НБА 1977 года.
Он оставался в «Портленде» до 1980 года, затем его обменяли в «Нью-Джерси Нетс» на Кэлвина Натта. 13 февраля 1981 года Лукас установил рекорд в карьере, сделав 6 блок-шотов, а также набрав 31 очко и сделав 13 подборов во время победного матча над  «Индиана Пэйсерс» со счетом 103–100.
После года в «Нетс» Лукаса обменяли в «Нью-Йорк Никс» на Рэя Уильямса. В 1982 году он был обменян в «Финикс Санз» на Трака Робинсона.  Лукас помог команде «Санз», страдавшей от травм, выйти в финал Западной конференции в 1984 году. По иронии судьбы Лукас подписал контракт с командой «Лос-Анджелес Лейкерс», которой «Санз» проиграл в 1984 году. «Лейкерс» обыграли «Юта Джаз» со счетом 131–127. После того, как «Лейкерс» проиграли «Хьюстон Рокетс» в финале Западной конференции 1986 года, Лукас перешел в «Сиэтл Суперсоникс» на один год, а затем вернулся в «Трэйл Блэйзерс» на свой последний сезон в НБА в 1988 году.
За свою четырнадцатилетнюю профессиональную баскетбольную карьеру — два в АБА и 12 в НБА — Лукас набрал 14 857 очков и сделал 9 306 подборов в 1021 игре. Он был пятикратным участником Матча звезд — один раз в АБА и четыре раза в НБА. Он был включен в первую сборную всех звёзд защиты НБА 1978 года, во вторую сборную всех звёзд НБА 1978 года и во вторую сборную всех звёзд защиты НБА 1979 года.

## После завершения игровой карьеры
В сезоне 1988-89 Лукас был принят на работу в команду «Портленд Трэйл Блэйзерс» в качестве помощника тренера под руководством Майка Шулера и Рика Адельмана. В 2005 году Лукас вернулся в «Трэйл Блэйзерс » в качестве помощника тренера под руководством Нейта Макмиллана.

## Личная жизнь
В апреле 2009 года Лукас перенес операцию по причине рака мочевого пузыря. Поскольку проблемы со здоровьем продолжались, Лукас ушел с поста тренера после сезона 2009-2010 годов.
Лукас умер в своем доме в Портленде, штат Орегон, 31 октября 2010 года. Похороны прошли на родине его детства, в Питтсбурге.
Его сын, Дэвид Лукас, играл за Университет штата Орегон с 2001 по 2005 год.

## Статистика

### Статистика в НБА
| Сезон                                                                                    | Команда    | Регулярный сезон | Регулярный сезон | Регулярный сезон | Регулярный сезон | Регулярный сезон | Регулярный сезон | Регулярный сезон | Регулярный сезон | Регулярный сезон | Регулярный сезон | Регулярный сезон | Серия плей-офф | Серия плей-офф | Серия плей-офф | Серия плей-офф | Серия плей-офф | Серия плей-офф | Серия плей-офф | Серия плей-офф | Серия плей-офф | Серия плей-офф | Серия плей-офф |
| Сезон                                                                                    | Команда    | GP               | GS               | MPG              | FG%              | 3P%              | FT%              | RPG              | APG              | SPG              | BPG              | PPG              | GP             | GS             | MPG            | FG%            | 3P%            | FT%            | RPG            | APG            | SPG            | BPG            | PPG            |
| ---------------------------------------------------------------------------------------- | ---------- | ---------------- | ---------------- | ---------------- | ---------------- | ---------------- | ---------------- | ---------------- | ---------------- | ---------------- | ---------------- | ---------------- | -------------- | -------------- | -------------- | -------------- | -------------- | -------------- | -------------- | -------------- | -------------- | -------------- | -------------- |
| 1976/77                                                                                  | Портленд   | 79               |                  | 36,2             | 46,6             |                  | 76,5             | 11,4             | 2,9              | 1,1              | 0,7              | 20,2             | 19             |                | 38,5           | 51,9           |                | 74,3           | 9,9            | 4,2            | 1,5            | 1,2            | 21,2           |
| 1977/78                                                                                  | Портленд   | 68               |                  | 31,2             | 45,8             |                  | 76,7             | 9,1              | 2,5              | 0,9              | 0,8              | 16,4             | 6              |                | 38,8           | 42,6           |                | 57,9           | 12,5           | 2,5            | 0,7            | 0,3            | 17,2           |
| 1978/79                                                                                  | Портленд   | 69               |                  | 35,7             | 47,0             |                  | 78,3             | 10,4             | 3,1              | 1,0              | 1,2              | 20,4             | 3              |                | 34,7           | 34,1           |                | 71,4           | 10,7           | 6,0            | 1,0            | 0,3            | 11,0           |
| 1979/80                                                                                  | Портленд   | 41               |                  | 28,7             | 44,0             | 40,0             | 73,0             | 7,9              | 3,0              | 0,6              | 0,9              | 14,3             | Не участвовал  | Не участвовал  | Не участвовал  | Не участвовал  | Не участвовал  | Не участвовал  | Не участвовал  | Не участвовал  | Не участвовал  | Не участвовал  | Не участвовал  |
| 1979/80                                                                                  | Нью-Джерси | 22               |                  | 32,2             | 49,0             | 0,0              | 77,5             | 9,6              | 3,8              | 0,9              | 1,2              | 15,2             | Не участвовал  | Не участвовал  | Не участвовал  | Не участвовал  | Не участвовал  | Не участвовал  | Не участвовал  | Не участвовал  | Не участвовал  | Не участвовал  | Не участвовал  |
| 1980/81                                                                                  | Нью-Джерси | 68               |                  | 31,8             | 48,4             | 0,0              | 75,2             | 8,5              | 2,5              | 0,8              | 0,9              | 14,7             | Не участвовал  | Не участвовал  | Не участвовал  | Не участвовал  | Не участвовал  | Не участвовал  | Не участвовал  | Не участвовал  | Не участвовал  | Не участвовал  | Не участвовал  |
| 1981/82                                                                                  | Нью-Йорк   | 80               | 74               | 33,4             | 50,4             | 0,0              | 72,5             | 11,3             | 2,2              | 0,9              | 0,9              | 15,8             | Не участвовал  | Не участвовал  | Не участвовал  | Не участвовал  | Не участвовал  | Не участвовал  | Не участвовал  | Не участвовал  | Не участвовал  | Не участвовал  | Не участвовал  |
| 1982/83                                                                                  | Финикс     | 77               | 71               | 33,6             | 47,4             | 33,3             | 78,1             | 10,4             | 2,8              | 0,7              | 0,6              | 16,5             | 2              |                | 28,5           | 57,1           | -              | 50,0           | 6,0            | 4,0            | 1,5            | 0,0            | 13,0           |
| 1983/84                                                                                  | Финикс     | 75               | 69               | 30,8             | 49,7             | 0,0              | 76,5             | 9,7              | 2,7              | 0,7              | 0,5              | 15,9             | 17             |                | 33,5           | 51,1           | -              | 80,8           | 9,9            | 3,6            | 0,7            | 0,5            | 17,4           |
| 1984/85                                                                                  | Финикс     | 63               | 22               | 26,5             | 47,6             | 0,0              | 75,0             | 8,8              | 2,3              | 0,6              | 0,3              | 13,4             | 3              | 0              | 28,0           | 46,8           | -              | 78,9           | 11,0           | 3,3            | 0,7            | 0,7            | 19,7           |
| 1985/86                                                                                  | Лейкерс    | 77               | 8                | 22,7             | 46,2             | 50,0             | 78,3             | 7,4              | 1,1              | 0,6              | 0,3              | 10,2             | 14             | 0              | 22,8           | 52,7           | -              | 73,7           | 6,5            | 0,7            | 0,4            | 0,4            | 9,4            |
| 1986/87                                                                                  | Сиэтл      | 63               | 0                | 17,8             | 45,1             | 0,0              | 80,2             | 4,9              | 1,0              | 0,5              | 0,3              | 7,9              | 14             | 0              | 18,9           | 38,9           | 0,0            | 73,7           | 4,6            | 1,4            | 0,9            | 0,4            | 7,0            |
| 1987/88                                                                                  | Портленд   | 73               | 0                | 16,3             | 45,0             | 0,0              | 73,6             | 4,3              | 1,3              | 0,5              | 0,1              | 6,1              | 4              | 0              | 15,8           | 30,8           | -              | 50,0           | 6,3            | 1,3            | 0,3            | 0,0            | 2,5            |
|                                                                                          | Всего      | 855              | 244              | 29,0             | 47,3             | 11,1             | 76,3             | 8,8              | 2,3              | 0,7              | 0,6              | 14,4             | 82             | 0              | 29,6           | 48,4           | 0,0            | 74,4           | 8,4            | 2,7            | 0,9            | 0,6            | 14,1           |
| Наведите курсор мыши на аббревиатуры в заголовке таблицы, чтобы прочесть их расшифровку. |            |                  |                  |                  |                  |                  |                  |                  |                  |                  |                  |                  |                |                |                |                |                |                |                |                |                |                |                |